# El viaje de Unai
El viaje de Unai es una película documental que narra el viaje de 15 meses alrededor del mundo que el fotógrafo de naturaleza Andoni Canela hizo con toda su familia en busca de 7 animales amenazados en 7 continentes distintos. La presentación de estos animales (el elefante africano, el bisonte americano, el cálao bicorne, el pingüino papúa, el cocodrilo marino, el lobo ibérico y el puma) en su hábitat natural, a menudo también amenazado, es una llamada a la contemplación, la valoración y la preservación de la naturaleza más salvaje. Canela eligió animales que tradicionalmente han mantenido una relación tensa con el ser humano, llegando en algunos casos a estar al borde de la extinción, y que viven en un hábitat de alto valor ecológico (el desierto del Namib, las praderas de Norteamérica, las selvas del sudeste asiático, la Antártida, los manglares y los bosques tropicales del norte de Australia, la Cordillera Cantábrica y la estepas de la Patagonia) para comunicar su habitual mensaje conservacionista.
El hecho que la voz narrativa del documental recaiga sobre el hijo de 10 años del fotógrafo, Unai, otorga un punto de vista distinto al documental, convirtiéndolo en una pieza apta para todos los públicos y de un valor educativo reconocido por la crítica.
La película se presentó en tres versiones: español, catalán e inglés, todas ellas narradas por Unai.
El viaje de Unai se estrenó el 1 de septiembre de 2016 en la Cineteca Matadero de Madrid. El 14 de septiembre de 2016 se estrenó la versión en catalán en el cine Phenómena de Barcelona. Posteriormente, se exhibió en los cines de varias ciudades españolas (Sevilla, Valencia, Oviedo, Tudela, Pamplona, Mahón, Ciudadela, Bilbao, San Sebastián y Vitoria).
Se emitió por primera vez en televisión el 11 de octubre de 2016, en el programa Sense Ficció de TV3, Televisión de Catalunya.
En noviembre de 2016, fue seleccionada como candidata a los Premios Goya y a los Premios Gaudí.

## Sinopsis
Unai tiene 9 años cuando sale de viaje junto su familia en una aventura extraordinaria alrededor del mundo. Su padre, fotógrafo de naturaleza, tiene la misión de buscar 7 animales emblemáticos para fotografiarlos y mostrar la delicada situación en la que se encuentran. Durante más de un año, Unai sigue sus pasos compartiendo junto a su hermana, que solo tiene 3 años, y su madre unas experiencias vitales que transmiten un amor incondicional por la naturaleza. Lobos, elefantes, pumas, bisontes, pingüinos, cálaos y cocodrilos son los protagonistas de este apasionante viaje por todos los continentes.

## Ficha técnica
Género: Documental, naturaleza, viajes, fotografía.
Director: Andoni Canela.
Año: 2016.
Nacionalidad: España.
Duración: 70 min.
Producción: OHM Productions y Televisió de Catalunya. Con la colaboración de Archivado el 28 de noviembre de 2020 en Wayback Machine. y WWF España.

## Ficha artística
Director: Andoni Canela. Música: Albert Guinovart. Sonido: Carlos de Hita. Montaje: Roger Lleixà. Guion: Julio Mazarico, Meritxell Margarit y Unai Canela. Narración: Unai Canela. Tratamiento de imagen: Roger Lleixà y Alfons Gumbau. Animaciones: Cristina F. Zambrano. Diseño: Ainara Nieves. Producción: OHM Productions Archivado el 28 de noviembre de 2020 en Wayback Machine. y Televisió de Catalunya. Con la colaboración de P.AU. Education y WWF España.

## Recepción
La prensa ha destacado el mensaje conservacionista y educativo de El viaje de Unai. En ese sentido, se ha dicho que: "La voz de Unai invita a la sensibilidad, las palabras de Meritxell demuestran que el mundo salvaje no está reñido con la seguridad de una familia y la impecable fotografía de Andoni pinta un lienzo prístino y natural. Pero el mensaje es contundente: "Estamos en plena extinción. (...) Y aunque Andoni no ha sido el primero en presenciar la debacle y denunciarla, quizá Unai pueda remover las conciencias de piedra. (...). Porque no hay nada más honesto e incorruptible que la mirada de un niño sobre el mundo que están aniquilando los adultos." Mónica Zas Marcos en eldiario.es (03/09/16).

## Uso en la educación
La editorial P.A.U. Education ha elaborado un proyecto educativo para trasladar a las escuelas los valores del documental. El proyecto está ideado y escrito por la periodista y escritora Meritxell Margarit, guionista del documental y madre de Unai.

## Festivales y premios
- DOCSBARCELONA INTERNATIONAL DOCUMENTARY FILM FESTIVAL. España, Barcelona, 2018. Premio Docs&Teens.
- EYF-Environmental Youth Forum (DOCLANDS, DOCUMENTARY FILM FESTIVAL). EE UU, San Rafael, California, 2018. Selección oficial.
- NATURE TRACK FILM FESTIVAL Archivado el 28 de mayo de 2018 en Wayback Machine.. EE UU, Los Olivos, California, 2018. Best Film Award and ‘Connecting with Nature’ Award.
- FICMA. Festival Internacional de Cine del Medio Ambiente . España, Barcelona, 2017. Premio Sol de Oro Petit FICMA.
- FESTIVER. Colombia, Barichara, 2017. Selección oficial.
- CAMINA. Festival de Cine Ambiental de Montevideo. Archivado el 28 de mayo de 2018 en Wayback Machine. Uruguay, Montevideo, 2017. Selección oficial
- FICCAT. Festival Internacional de Cinema en Català Costa Daurada. Archivado el 28 de mayo de 2018 en Wayback Machine. España, 2017. Premio del público.
- FICMEC. Festival Internacional de Cine Medioambiental de Canarias. España, 2017. Premio Brote Especial.
- CERTAMEN DE CINE DE VIAJES DEL OCEJÓN. España, 2017. Premio del público.